# Pădurea Haraba (arie protejată)
Haraba este un sector reprezentativ cu vegetație silvică în raionul Rîbnița din regiunea Transnistria, Republica Moldova. Este amplasat la est de satul Haraba, ocolul silvic Plopi, Haraba, parcela 6, subparcela 1. Are o suprafață de 6 ha. Obiectul este administrat de Gospodăria Silvică de Stat Rîbnița.